# Gabarit (fabrication)
Pour les articles homonymes, voir gabarit.

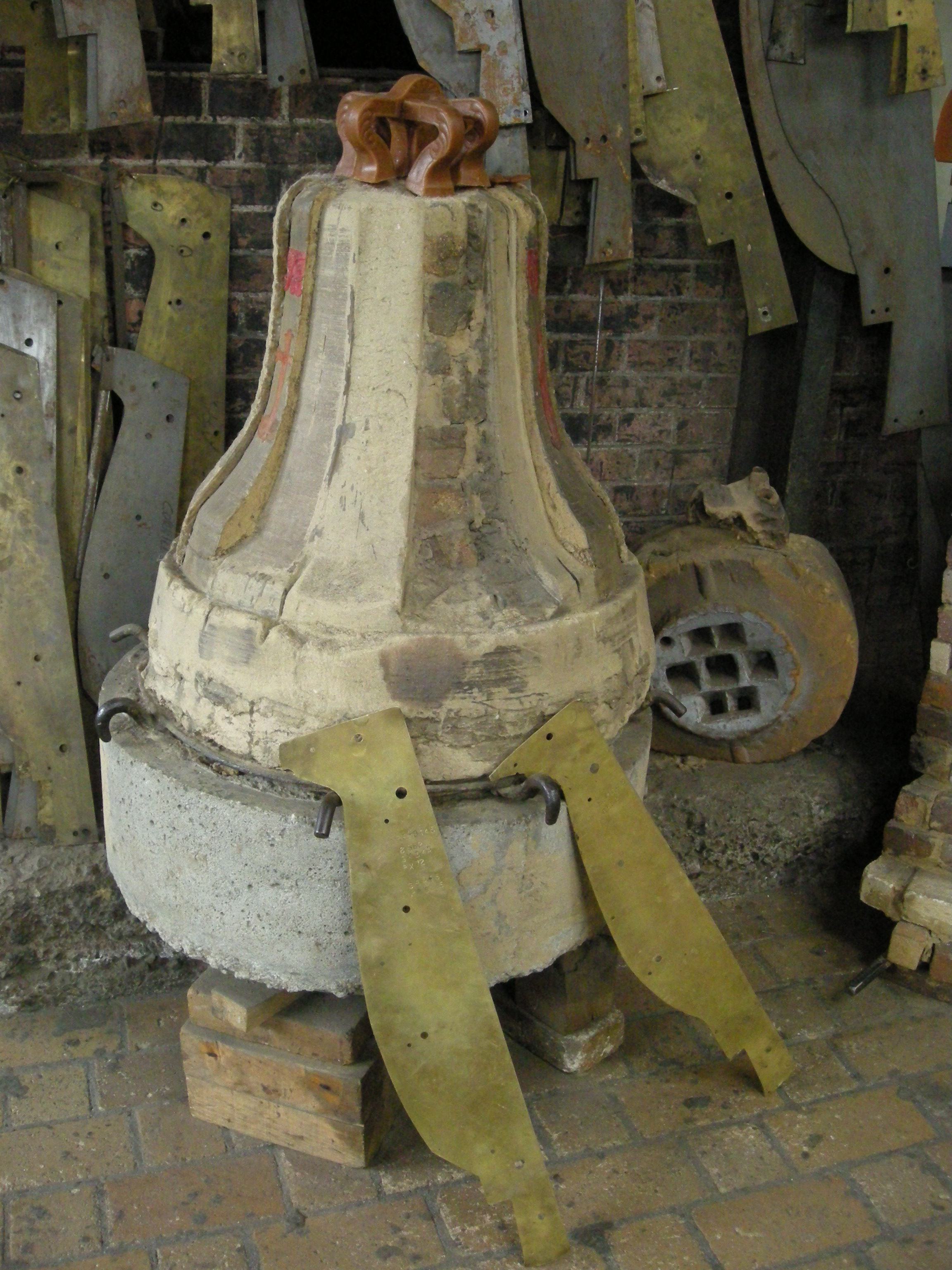
Gabarits en laiton, intérieur et extérieur, utilisés pour la fabrication d'une cloche.

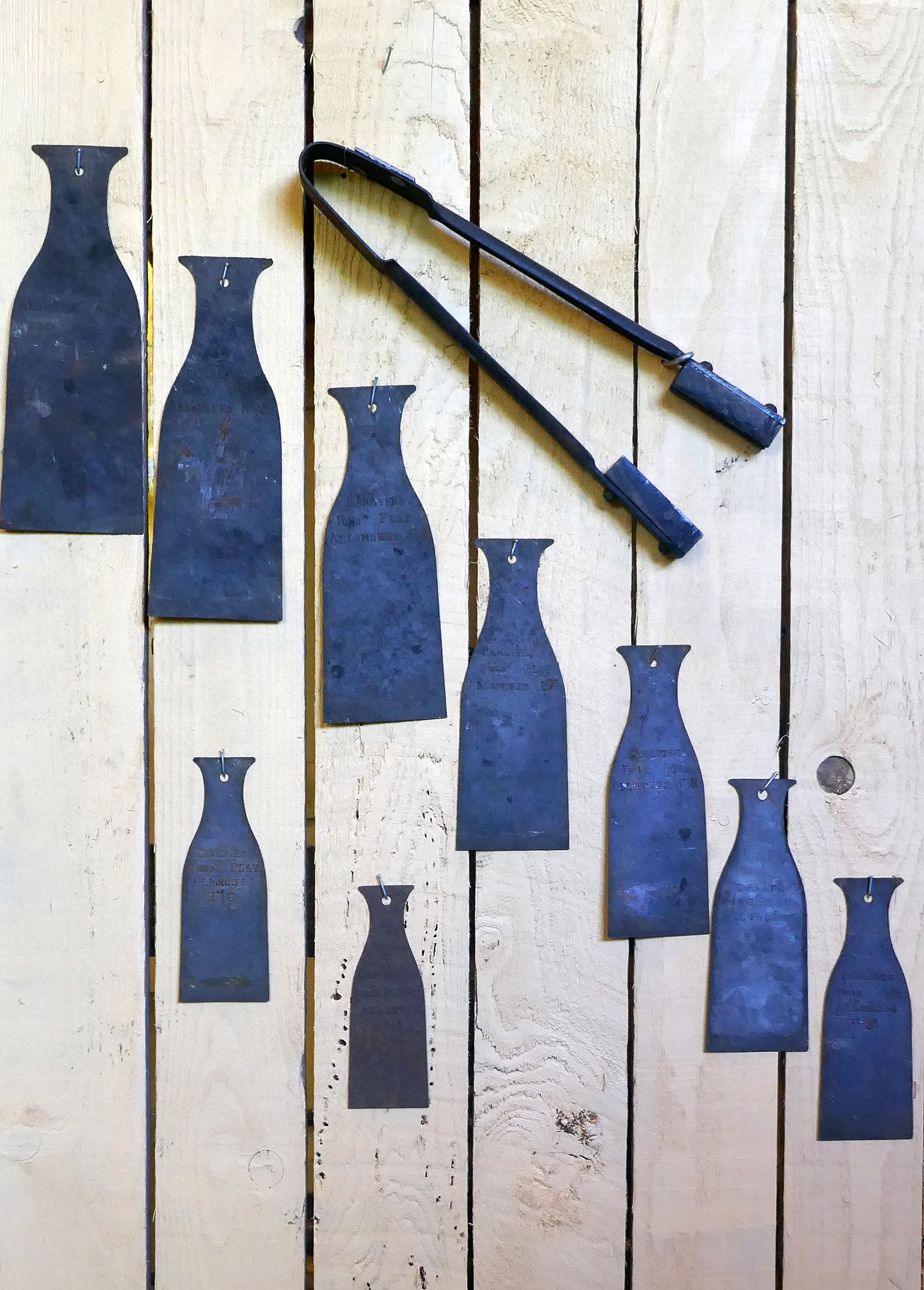
Gabarits utilisés par la cristallerie de Portieux.

Dans toutes les activités de construction répétitive, un gabarit est un outil d'une forme déterminée auquel on fait référence pour assurer la conformité de la chose construite.
En arts graphiques, un gabarit est une plaque de matière plastique portant des découpes de formes géométriques ou de lettres qu'il suffit de suivre avec un crayon ou un stylo pour tracer le dessin correspondant.
En laboratoire, un gabarit, tel un cadre placé sur une plaque à l'intérieur duquel on applique un produit, peut servir à réaliser des éprouvettes.